# Vasco Cecchini
| 11359 Piteglio | 27 gennaio 1998 |

Vasco Cecchini (1932 – 3 novembre 2023) è stato un astronomo amatoriale italiano.
Il Minor Planet Center gli accredita la scoperta di due asteroidi, effettuate tra il 1998 e il 2000, in collaborazione con Andrea Boattini e Luciano Tesi.
Gli è stato dedicato l'asteroide 13798 Cecchini.